# Disulfito de sodio
El disulfito de sodio es una sal sódica, concretamente un sulfito. Suele emplearse en la industria alimentaria con el código: E 223. Suele emplearse como un agente con tres posibles funciones: la de desinfectante, antioxidante y la de conservante.   

## Propiedades
El metabisulfito de sodio se suele comercializar como un polvo blanco soluble en agua. A menudo en combinación con  el bisulfito sódico. Debe tratarse con cuidado debido a que posee propiedades irritantes. Su solución acuosa es extremadamente ácida. Si entra en el torrente sanguíneo es un veneno. Se descompone a una temperatura de 150 °C. Expuesto al aire y a la humedad, el metasulfito de sodio se oxida lentamente a sulfato de sodio con la consiguiente desintegración de los cristales. Es por esta razón por la que debe ser conservado en botes herméticos.

## Usos
Su uso más popular es como conservante alimentario, siendo fácil encontrarlo como elemento para el tratamiento de las aguas como un agente tensoactivo o en la industria química como un agente reductor. En algunas ocasiones puede utilizarse como un colorante, mientras en la industria papelera es empleado como un coadyuvante de la pasta de madera al papel.
También es usado para hacer precipitar el oro disuelto en ácido cloroáurico.